# Конон (река)
Конон — река на полуострове Камчатка в России.
Длина реки — 80 км. Площадь водосборного бассейна — 345 км². Протекает по территории Соболевского района Камчатского края. Впадает в Охотское море.

## Данные водного реестра
По данным государственного водного реестра России относится к Анадыро-Колымскому бассейновому округу.
По данным геоинформационной системы водохозяйственного районирования территории РФ, подготовленной Федеральным агентством водных ресурсов: